# Alexis Gougeard
Alexis Gougeard (* 5. März 1993 in Rouen) ist ein französischer Radrennfahrer.

## Sportlicher Werdegang
Als Nachwuchsfahrer wurde Gougeard Juniorenmeister auf der Bahn im Punktefahren und auf der Straße im Einzelzeitfahren. 2013 gewann er Abschnitte der U23-Nationencup-Etappenrennen Tour de l’Avenir und Coupe des Nations Ville Saguenay.
2014 wurde Gougeard Mitglied des UCI WorldTeams Ag2r La Mondiale und gewann mit dem Eintagesrennen Classic Loire-Atlantique seinen ersten Wettbewerb der UCI-Kategorie 1.1. Seine erste Grand Tour bestritt er bei der Vuelta a España 2015, die er auf Rang 112 beendete. Ihm gelang hierbei sein bisher größter Karriereerfolg auf der bergigen 19. Etappe nach Ávila, nachdem er sich 28 Kilometer vor dem Ziel alleine aus einer größeren Ausreißergruppe absetzen konnte, die sich bereits kurz nach dem Start gebildet hatte.
Bis 2021 nahm Gougeard noch fünfmal für AG2R an einer Grand Tour teil, von denen er viermal das Ziel erreichte. Mit Polynormande 2017 und Boucles de l’Aulne 2019 entschied er noch zwei Eintagesrennen sowie 2019 die Gesamtwertung der Sarthe-Rundfahrt für sich.
Nach acht Jahren bei AG2R verließ er zur Saison 2022 das Team und wurde Mitglied im UCI ProTeam B&B Hotels p/b KTM.

## Erfolge

### Straße

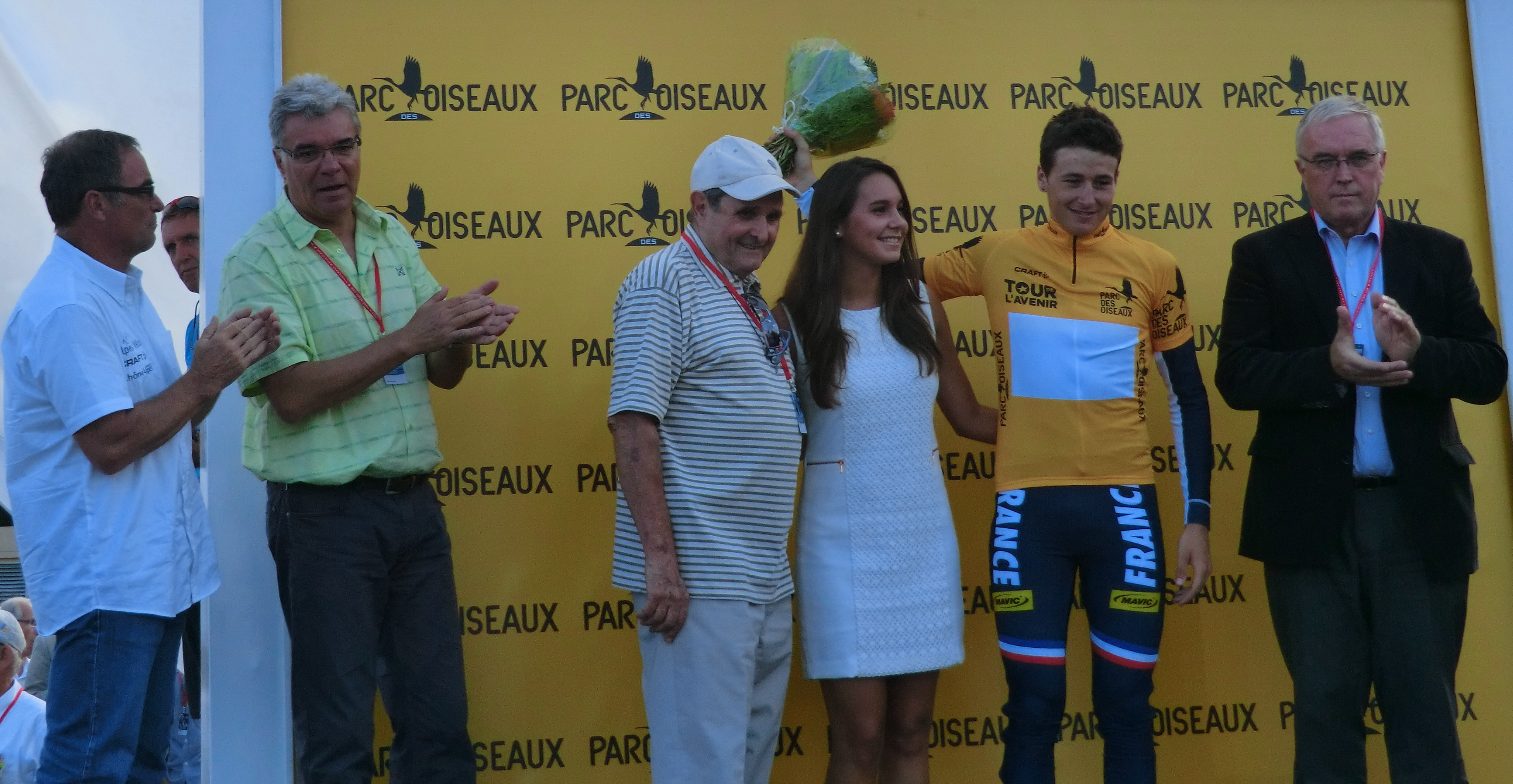
Alexis Gougeard am Podium bei der zweiten Etappe der Tour de l’Avenir 2013

2011
- Französischer Juniorenmeister – Einzelzeitfahren
- Gesamtwertung und eine Etappe GP Rüebliland (Junioren)

2012
- Französische U23-Meisterschaften – Straßenrennen

2013
- Französische U23-Meisterschaften – Einzelzeitfahren
- Prolog Tour de l’Avenir
- eine Etappe Coupe des Nations Ville Saguenay

2014
- Classic Loire-Atlantique
- Boucles de l’Aulne

2015
- Classic Loire-Atlantique
- eine Etappe Vier Tage von Dünkirchen
- eine Etappe Vuelta a España
- Gesamtwertung und Prolog Tour de l’Eurométropole

2017
- Bergwertung Tour de Wallonie
- Polynormande

2019
- Gesamtwertung und eine Etappe Circuit Cycliste Sarthe
- Boucles de l’Aulne

2020
- Sprintwertung Tour du Poitou-Charentes

### Bahn
2010
- Junioren-Europameister – Mannschaftsverfolgung (mit Bryan Coquard, Marc Sarreau und Romain Le Roux)
- Französischer Juniorenmeister – Punktefahren

2011
- Junioren-Europameisterschaft – Mannschaftsverfolgung (mit Romain Le Roux, Marc Sarreau und Bryan Coquard)

## Grand-Tour-Platzierungen
| Grand Tour            | 2015 | 2016 | 2017 | 2018 | 2019 | 2020 | 2021 | 2022 | 2023 | 2024 |
| --------------------- | ---- | ---- | ---- | ---- | ---- | ---- | ---- | ---- | ---- | ---- |
| Giro d’ItaliaGiro     | –    | –    | –    | –    | –    | –    | 114  | –    | –    | –    |
| Tour de FranceTour    | –    | 147  | –    | –    | 115  | –    | –    | 88   | –    | –    |
| Vuelta a EspañaVuelta | 112  | –    | 99   | DNF  | –    | –    | –    | –    | –    | –    |